# Danielle Rose Russell
Danielle Rose Russell (ur. 31 października 1999) – amerykańska aktorka. Jest znana głównie z mniejszych ról w takich filmach jak Krocząc wśród cieni (2014), Witamy na Hawajach (2015), Pandemic (2016) oraz Wonder (2017). W 2018 dołączyła do obsady ostatniego sezonu serialu produkowanego przez The CW, The Originals, grając nastoletnią Hope Mikaelson, a następnie dostała jedną z głównych ról w spin offie serii, Wampiry: Dziedzictwo, który miał swoją premierę 25 października 2018.

## Życiorys
Urodziła się w Pequannock Township, a wychowała w West Milford w New Jersey. Jest córką tancerki, Rosemary Rado, oraz muzyka, Waltera Russella. Jako dziecko była modelką pojawiającą się w reklamach. Następnie wstąpiła do teatru regionalnego, występując w kilku sztukach w Holy Spirit School w Pequannock. W 2018 ukończyła szkołę średnią przez kurs internetowy.

## Filmografia
| Rok  | Tytuł                | Rola            | Komentarz                    |
| ---- | -------------------- | --------------- | ---------------------------- |
| 2014 | Krocząc wśród cieni  | Lucia           | Film                         |
| 2015 | Witamy na Hawajach   | Grace           | Film                         |
| 2016 | Pandemic             | Megan           | Film                         |
| 2016 | The Last Tycoon      | Darla Miner     | rola wspierająca, 6 odcinków |
| 2017 | Wonder               | Miranda         | Film                         |
| 2018 | The Originals        | Hope Mikaelson  | Główna rola (sezon 5)        |
| 2018 | Measure of a Man     | Joanie Williams | Film                         |
| 2018 | Wampiry: Dziedzictwo | Hope Mikaelson  | Główna rola                  |